# Джейден Браф
Джейден Джазаіро Браф (нід. Jayden Jezairo Braaf, нар. 31 серпня 2002, Амстердам, Нідерланди) — нідерландський футболіст суринамського походження, нападник італійського клубу «Верона».
На правах оренди грає в нідерландській «Фортуні» з Сіттарда.

## Ігрова кар'єра

### Клубна
Джейден Браф починав займатися футболом в академії столичного «Аякса», пізніше він грав за молодіжну команду ПСВ. У 2018 році футболіст приєднався до футбольної академії англійського «Манчестер Сіті». У складі молодіжної команді "містян" Браф грав у Юнацькій лізі УЄФА. У 2021 році він був заявлений в першій команді для участі в чемпіонаті Англії але не провів в основі жодного матчу. А частину того сезону грав в оренді і італійському «Удінезе».
Перед сезоном 2022/23 Браф перейшов до складу дортмундської «Борусії» але провів лише сім матчів у дублюючому складі і в січні 2023 року був відданий в оренду в італійську «Верону». Після закінчення оренди, влітку 2023 року Браф підписав з «Вероною» повноцінний контракт до 2026 року.
А вже в січні 2024 року був відправлений в оренду до кінця сезону в нідерландський клуб «Фортуна» з Сіттарда.

### Збірна
Маючи суринамське походження, на міжнародній аоені Джейден Браф обрав Нідерланди. У 2019 році у складі юнацької збірної Нідерландів (U-17) став переможцем юнацького чемпіонату Європи в Ірландії.

## Титули
Нідерланди (U-17)
 Переможець юнацького чемпіонату Європи: 2019